# Software integrado para captadores de imágenes y espectrómetros
Software integrado para captadores de imágenes y espectrómetros, también abreviado como ISIS (del inglés Integrated Software for Imagers and Spectrometers), es un paquete de software especializado desarrollado por la USGS para procesar imágenes y espectros recolectadas por las misiones actuales y pasadas que la NASA envió a la Luna, Marte, Júpiter, Saturno y otros cuerpos del sistema solar.

## Historia
La historia de ISIS comenzó en 1971 en el Servicio Geológico de los Estados Unidos (USGS) en Flagstaff, Arizona.
Isis fue desarrollado en 1989, primeramente para mantener el instrumento NIMS de Galileo.
Contiene capacidades estándar de procesamiento de imágenes (como el álgebra de imágenes, filtros, estadísticas) para ambas imágenes en 2D y 3D cubos de datos, así como capacidades de procesamiento de datos de misiones específicas y funciones de representación cartográfica.

## Nombre del formato de datos ráster
Familia de relacionados formatos son usados por el USGS Planetary Cartography grupo para almacenar y distribuir datos de las imágenes de los cuerpos planetarios.
- PDS, Planetary Data System
- ISIS2, USGS Astrogeology Isis cube (Versión 2)
- ISIS3, USGS Astrogeology ISIS Cube (Versión 3)